# San Quirico (Sorano)
San Quirico è una frazione del comune italiano di Sorano, nella provincia di Grosseto, in Toscana.
Con i suoi 476 abitanti è la frazione più popolosa del territorio comunale.

## Geografia fisica
San Quirico è situato nell'entroterra collinare della Maremma grossetana, all'interno di un territorio noto per le sue caratteristiche come area del Tufo. Il paese si trova al limite orientale del comune, al confine con il Lazio, a circa 5 km da Sorano e a poco più di 80 km da Grosseto.

## Storia
Le origini della frazione sono legate all'importante area rupestre di Vitozza, il cui decadimento fu completato nel XV secolo. Il territorio fu acquistato dai conti Orsini, che lo trasformarono in una vasta tenuta. Il centro abitato vero e proprio si formò successivamente nel corso del Settecento, a sud dei ruderi di Vitozza, quando la popolazione sempre più crescente sentì l'esigenza di erigere una cappella nel 1785. Originariamente dedicata a San Giovanni Battista, venne in seguito intitolata a San Quirico nell'Ottocento, in onore del santo al quale era dedicata una delle antiche chiese di Vitozza. Anticamente il paese era conosciuto come San Quirichino, per distinguerla dalla vicina San Quirico d'Orcia.
Oggi San Quirico di Sorano si presenta come un moderno centro abitato, dotato di tutti i servizi. Particolarmente importante è il grande flusso di turismo legato a Vitozza e alle vicine aree etrusche di Sovana e Pitigliano.

## Monumenti e luoghi d'interesse

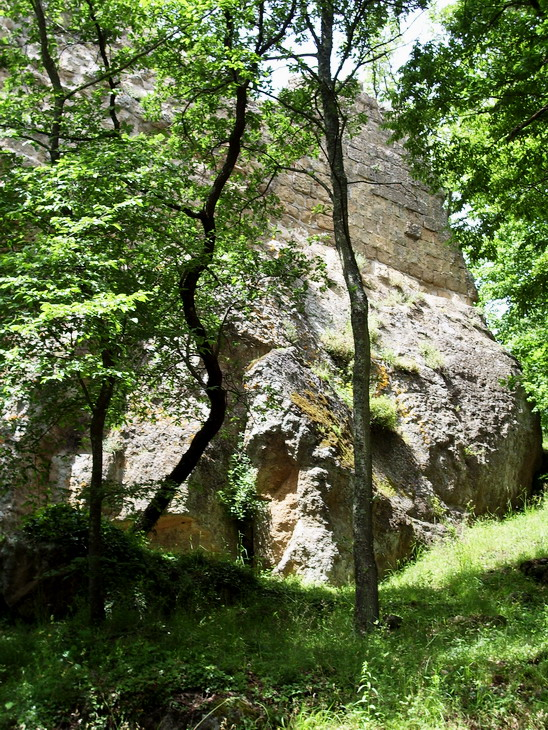
Ruderi della prima rocca di Vitozza

### Architetture religiose
- Chiesa di San Quirico, chiesa parrocchiale della frazione, è stata costruita nel XVIII come cappella rurale ed è stata successivamente ampliata nei primi del XX secolo. La parrocchia, intitolata ai santi Quirico e Giulitta, conta circa 950 abitanti.[2]

- Cappella di Montignano, eretta nel 1845 lungo la strada provinciale Barcatoio, nei pressi del Casone di Pitigliano e del confine con la provincia di Viterbo.

### Siti archeologici
- Insediamento rupestre di Vitozza, antica città sorta in epoca medievale, quasi sicuramente alla fine dell'XI secolo, attorno al castello edificato dalla famiglia Aldobrandeschi.
  - Rocche aldobrandesche, due castelli medievali di cui oggi rimangono solamente dei ruderi.
  - La Chiesaccia, ruderi di un edificio religioso di epoca medievale.

## Società

### Evoluzione demografica
Quella che segue è l'evoluzione demografica della frazione di San Quirico. Sono indicati gli abitanti dell'intera frazione e dove è possibile la cifra riferita al solo capoluogo di frazione. Dal 1991 sono contati da Istat solamente gli abitanti del centro abitato, non della frazione.
| Anno | Abitanti | Abitanti       |
| Anno | Frazione | Centro abitato |
| ---- | -------- | -------------- |
| 1745 | 264      | -              |
| 1833 | 379      | -              |
| 1843 | 432      | -              |
| 1921 | 1 401    | -              |
| 1931 | 1 301    | -              |
| 1961 | 1 038    | 870            |
| 1981 | 699      | 641            |
| 2001 | -        | 572            |
| 2011 | -        | 476            |

## Sport
Presso la frazione ha sede la società calcistica Unione Sportiva San Quirico, che attualmente milita nel campionato di prima categoria.